# Еуклідеш Кабрал
Еуклідеш Кабрал (порт. Euclides Cabral, нар. 5 січня 1999, Лісабон) — португальський футболіст кабовердійського походження, захисник кіпрського клубу «Аполлон».

## Ігрова кар'єра
Народився 5 січня 1999 року в місті Лісабон. Вихованець юнацьких команд футбольних клубів «Сьйон» та «Спортінг».
У дорослому футболі дебютував 2019 року виступами за швейцарську команду «Грассгоппер», в якій провів два сезони, взявши участь у 25 матчах чемпіонату, після чого протягом 2021—2022 років захищав кольори іншого місцевого клубу «Санкт-Галлен».
До складу кіпрського клубу «Аполлон» приєднався влітку 2022 року і майже одразу виграв перший трофей у кар'єрі, здобувши Суперкубок Кіпру. Станом на 6 вересня 2022 року відіграв за клуб з Лімасола 1 матч в національному чемпіонаті.

## Статистика виступів

### Статистика клубних виступів
Статистику оновлено станом на 16 травня 2021 року.
| Сезон             | Команда           | Чемпіонат         | Чемпіонат | Чемпіонат | Національний кубок | Національний кубок | Національний кубок | Континентальні кубки | Континентальні кубки | Континентальні кубки | Інші змагання | Інші змагання | Інші змагання | Усього | Усього | Усього |
| Сезон             | Команда           | Ліга              | Ігор      | Голів     | Ліга               | Ігор               | Голів              | Ліга                 | Ігор                 | Голів                | Ліга          | Ігор          | Голів         | Ігор   | Голів  |        |
| ----------------- | ----------------- | ----------------- | --------- | --------- | ------------------ | ------------------ | ------------------ | -------------------- | -------------------- | -------------------- | ------------- | ------------- | ------------- | ------ | ------ | ------ |
| 2018–19           | «Грассгоппер»     | СЛ                | 6         | 0         | КШ                 | 0                  | 0                  |                      | -                    | -                    |               | -             | -             | 6      | 0      |        |
| 2019–20           | «Грассгоппер»     | ЧЛ (ІІ)           | 19        | 3         | КШ                 | 1                  | 0                  |                      | -                    | -                    |               | -             | -             | 20     | 3      |        |
| 2020-січ. 2021    | «Грассгоппер»     | ЧЛ (ІІ)           | 0         | 0         | КШ                 | 0                  | 0                  |                      | -                    | -                    |               | -             | -             | 0      | 0      |        |
| січ.-черв. 2021   | «Санкт-Галлен»    | СЛ                | 19        | 0         | КШ                 | 3                  | 0                  |                      | -                    | -                    |               | -             | -             | 22     | 0      |        |
| Усього за кар'єру | Усього за кар'єру | Усього за кар'єру | 44        | 3         |                    | 4                  | 0                  |                      | -                    | -                    |               | -             | -             | 48     | 3      |        |

## Титули і досягнення
- Володар Суперкубка Кіпру (1):

«Аполлон»: 2022

## Особисте життя
- Його двюорідний брат Желсон Мартінш також став футболістом[2].